# Ali Naqi Naqvi
Gran Ayatolá Sayyed Ali Naqi Naqvi (Lucknow, 26 de diciembre de 1905 – Ibidem, 18 de mayo de 1988), también conocido como Naqqan Sahib, fue un pensador, poeta, escritor, jurista, intérprete coránico y duodecimano chiita hindú. Es famoso por sus escrituras en urdu, cuyas obras principales fueron Shaheed-e-Insaniyat y Tareekh-e-Islam. También ha escrito Tarjuma wa Tafseer del Corán e majeed y docenas de libros en árabe.
Siendo uno de los ulemas chiitas más respetados de su época, escribió más de 100 libros y 1000 relatos. Sus libros fueron publicados por él mismo en doce idiomas en la India. Está considerado como uno de los ulemas más sabios en la historia de la India.
Naqvi es probablemente la figura religiosa más importante del islam chiita hindú del siglo XX. Proveniente de una reconocida familia de ulemas tradicionales y propietaria de varios seminarios en la India e Irak, su carrera religiosa e intelectual duró varias décadas, durante las cuales desarrolló obras de forma prolífica y predicaba continuamente desde el púlpito.
Durante su vida, escribió y habló sobre una enorme cantidad de temas: la división entre la razón y la revelación, defendiendo el islam de los ataques hacia sus principales creencias y prácticas, exégesis coránica, teología, defensa de la teología chiita y las polémicas prácticas religiosas sectarias, historia del Islam, pensamiento político y social islámico, explicación de varios reglamentos de la ley islámica y el tema de la Karbala y el martirio de Hussein.
Consciente de su rol como una de las autoridades jurídicas más eruditas (marya taqlid), a quién la comunidad recurría en tiempos de crisis, para Naqvi, la mayor crisis que debió enfrentar en la comunidad fue la irreligiosidad, las personas que perdieron la confianza y la convicción en el valor de la religión para la civilización humana.

## Educación inicial y cronogramas
Cuando tenía entre 3 y 4 años de edad, su padre Sayyid Abu al-Hasan (Mumtaz al-ulama) se mudó con él y su familia del entonces Raj británico hacia Irak. Su 'Bismillah' fue a los siete años en Rauza-e-Imam Ali en Náyaf, Irak. Su aprendizaje formal comenzó a los siete años, en donde comenzó a aprender gramática persa y árabe, y aprendizaje básico del Corán.
En 1914, la familia regresó a la India y Naqvi continuó con su educación religiosa bajo la supervisión de su padre y posteriormente en el seminario Sultán al-Madaris. También estudió literatura árabe con el Muftí Muhammad 'Ali.
En 1923, aprobó el examen de certificación de erudito religioso (alim) en la Universidad Allahabad, y pronto también ganó una certificación del Instituto Nazamiyyah y Sultán al-Madaris.
En 1925, fue condecorado con un título en literatura (Fazil-i adab).
En 1927, Naqvi viajó a Irak, donde comenzó a estudiar jurisprudencia y teología islámica (kalam) en los seminarios de ese país. Mientras estudiaba, también escribió algunas obras en árabe. Antes de llegar a Irak, ya había publicado cuatro libros:
1. Rooh Aladab Sharah Alamiyatal Arab (El espíritu de la literatura)
2. Albait Al Mamoor Fi Emaratal Qubur (Casa construida en el Emirato de la tumba)
3. Faryaad e Musalmanane Aalam (Faryaad y el mundo musulmán)
4. Altawae Haj Per Sharaee Nuqtae Nazar Se Bahas (Peregrinaje voluntario por todos los cánones de Nizar Se Bahas)

Su primer libro publicado en árabe fue en la ciudad de Náyaf durante sus días como estudiante, e incluso fue el primer libro que se oponía a la corriente wahabista, bajo el nombre de "Kashf annaqab ann aqaaed Abdul Wahab Najdi" (Esto fue revelado por Abd Wahab de Néyed). Su segundo libro en árabe fue la defensa del acto de "Matam, por el nombre de "Aqalatalaashir fi eqamatalshaaer".
Tras finalizar su educación en el seminario y recibir su certificación (ijaza) para el cargo de ijtihad (capacidad de interpretar citas del Corán como términos jurídicos en el derecho islámico) por el Ayatolá Mohammed Naini, se convirtió en mujtahid a los 27 años.
En 1932, Naqvi regresó a la India, donde inmediatamente comenzó a predicar regularmente los viernes.
Al año siguiente fue designado profesor en el Departamento del Instituto Oriental de la Universidad Lucknow, donde permanecerá dos décadas enseñando árabe y persa.
En 1959, la Universidad Islámica Aligarh invitó a Naqvi a asumir el cargo de Lector (diniyat) en el Departamento de Teología—el cual aun no tenía facultad docente. El departamento también creó dos corrientes paralelas de teología sunita y chiita, en la que Naqvi comenzó a supervisar los asuntos de la rama chiita.
Entre 1967 y 1969, ‘Naqvi se convirtió en el decano de teología chiita hasta su retiro de la universidad en 1972.
Tras su retiro, entre 1972 y 1975, Naqvi recibió una cátedra de investigación a través de la Comisión de Subvenciones Universitarias (UGC), y se le permitió residir permanentemente en Aligarh.

## Controversia
Algunas secciones de la comunidad chiita se opusieron a sus escritos en el libro Shaheed-e-insaniyat, en donde mencionaba la presencia de agua en las tiendas del Imam Husáin durante la Batalla de Karbala en 680, y también arrojaba dudas sobre el martirio de Ali Asghar por la flecha de Hurmula.
Shaheed-e-insaniyat fue publicado internamente por Idaar-e-Yaadgar-e-Husaini, la cual poseía 300 miembros. Su propósito era revisar, compilar, editar y finalmente presentar un libro sobre Karbala, la cual podría ser aceptable para un grupo internacional de lectores entre ambas sectas.
El libro fue escrito en 1942 (por un equipo formado por todos los ulemas de todas las religiones, con el fin de escribir sobre el Imam Husáin y Karbal con motivo de la finalización de los 1300 años de aquel hecho histórico. Las contribuciones de gran parte de estos eruditos fueron posteriormente compilados en un libro por Naqvi, e inicialmente se habían imprimido 500 copias para su revisión por parte de los miembros de la organización ya mencionada (a quienes se les pidió que revisaran el texto y lo remitieran junto con sus comentarios), para que la versión final pudiera ser publicada con cualquier modificación si fuese necesario.
Hubo más de 40 objeciones a esta versión de borrador cuando fue lanzada prematuramente al público, por lo que esto se convirtió en la raíz de la controversia que se dio en gran medida en las masas comunes (sobre todo por el tema de la presencia de agua en Karbala).
Estas afirmaciones fueron posteriormente atribuidas a Naqvi, y dichas acusaciones lo persiguieron por el resto de su vida.

## Publicaciones
Naqvi fue el fundador de la Misión Imamia, en Lucknow. Por medio de esta organización, varios libros han sido publicados. A continuación se presenta una lista parcial de obras escritas por el mismo Naqvi:
1. Alami Mushkilat ka hal, en Shu‘a-i ‘Amal (julio de 2009): 30–39
2. Amar senani. (PDF en hindi)
3. Aseeriye ahl e haram (PDF en urdu)
4. Ashk-i matam. Lucknow: Sarfaraz Quaumi Press, 1957.
5. Asiri-yi ahl-i haram. Lucknow: Sarfaraz Quaumi Press, 1940.
6. Aurat awr Islam, en Shu‘a‘-i ‘Amal (mayo de 2009): 6–13
7. Azaey Hussain azadari (PDF en urdu)
8. Aza-yi Husayn ki ahamiyat. Lucknow: Sarfaraz Quaumi Press,1959.
9. Aza-yi Husayn par tarikhi tabsarah. Lucknow: Sarfaraz Quaumi Press, np.
10. Baitullah aur Ali ibne Abi Talib (PDF en urdu)
11. Bani umayyah ki adavat-i-Islam ki mukhtasir tarikh. Lucknow: Misión Imamiyah, 1994.
12. Booey-gul. (PDF urdu)
13. Frooe-deen. (PDF en hindi)
14. Ghufranmab Maulana Syed Dildar Ali Sahab. (PDF en urdu)
15. Hamaray rusum va quyud. Lucknow: Sarfaraz Qaumi Press, 1939. 313
16. Hamari rasmein aur bandishein. (PDF en hindi)
17. Haqeeqat-e-sabr. (PDF en urdu)
18. Hayat-i qaumi. Lucknow: Misión Imamia, 1941
19. Hazrat ‘Ali ki shakhsiyat: ‘Ilm aur un‘taqad ki manzil par. Lucknow: Sarfaraz Qaumi Press, 1969.
20. Husayn aur Islam. Lucknow: Manshurah Imamiyah Misión, 1931. (PDF en hindi)
21. Husayn Husayn aik tarruf. Lucknow: Sarfaraz Quaumi Press, 1964.
22. Husayn ka atam balaydan. Lucknow: Sarfaraz Quqmi Press, 1936.
23. Husayn ka paygham ‘alam-i insaniyat kay nam. Lucknow: Sarfaraz Quqmi Press, 1959. (PDF en urdu)
24. Husayn ki yad ka azad Hindustan Dice mutalbah. Lucknow: Sarfaraz Qaumi Press, 1950
25. Husayni iqdam ka pahla qadam. Lucknow: Sarfaraz Qaumi Press, 1953.
26. Ibadat aur tariqi ibadat, 2º edición. Lucknow: Nizami Press, np.
27. Ilahiyaat ke 100 masael wa naghma-e-tauheed. (PDF en urdu)
28. Imam Hussain ka shaheed hona aur Islami samvidhan ki raksha. (PDF en hindi)
29. Insaniyat ka mujassema. (PDF en hindi)
30. Iqalat al-athir fiiqamat al-sha'Un'ir al-Husayniyah. Náyaf: Matba‘ah Haydariyyah, 1929.
31. Isbat-i pardah. Lahore: Misión Imamia, 1961.
32. Islam aur Tijarat.
33. Islam deen-e-amal hai. (PDF en hindi)
34. Islam ka paygham pas-uftadah aqwam kay nam. Lucknow: Misión Imamiah, 1936.
35. Islam ka tarz e zindagi
36. Islam ki hakimana zindagi. (PDF en urdu)
37. Islam ki hakimanah zindagi. Lucknow: Misión Imamiyah, 1935.
38. Islami culture kia heno?. Lahore: Misión Imamiyah, 1960.
39. Islami tahzeeb. (PDF en hindi)
40. Jadid tuhfatul avam. Lahore: Depósito de Libros Iftikhar, np.
41. Janab-e-zainab ki-shakhsiyat (PDF en hindi/PDF en urdu)
42. Jehad-e-mukhtar (PDF en hindi)
43. Karbal ke dukhit-Hussain. (PDF en hindi)
44. Karbala ka tarikhi vaqi‘ah mukhtasar Heno ya tulani?. Lucknow: Sarfaraz Qaumi Press, 1960.
45. Karbala ki yadgar payas. Lucknow: Sarfaraz Qaumi Press, 1959.
46. Khilafat-i Yazid kay muta‘alliq azad ara'in. Lucknow: Misión Imamiyah, 1953. (PDF en urdu)
47. Khuda ki ma‘rafat. Lucknow: Misión Imamiyah, 1938.
48. Khutbaat-e-Karbala (PDF en hindi)
49. Khutbat-i Sayyidul ‘ulama' muta‘lliq karnama-yi Husayn. Lucknow: Idarah-yi Payam-i Islam, np.
50. La tufsidu fi alard. 3º edición. Lucknow: Misión Imamiyah, 1998.
51. Ma‘rakah-yi Karbala. Lucknow: Sarfaraz Qaumi Press, 1935.
52. Majmu‘ah-yi taqarir. 5 volúmenes. Lahore: Imamiyah Kutubkhana, np.
53. Maqalat-i Sayyidul ‘ulama'. Lucknow: Misión Imamiyah, 1996.
54. Maqam-e-Shabbiri. (PDF en hindi)
55. Maqsad-i Husayn. Lucknow: Sarfaraz Qaumi Press, 1956.
56. Mas'alah-yi hayat an-nabi aur vaqi‘ah-yi vafat-i rusul. Lucknow: Misión Imamiyah, 1973.
57. Masa'il va dala'il. Lucknow: Sarfaraz Qaumi Press, 1944.
58. Masalae-Hayat un-Nabi (sawa) aur waqae wafate-Rasool (sawa). (PDF en urdu)
59. Mawlud-e-Ka‘bah. Lucknow: Sarfaraz Qaumi Press, np. (PDF en hindi)
60. Mazhab aur ‘aql. Lucknow: Sarfaraz Quqmi Press, 1941. 314
61. Mazhab shi‘ah aik nazar main. Lucknow: Misión Imamiyah, 1970. (PDF en urdu)
62. Mazhab-e-shia aur tableegh. (PDF en urdu)
63. Mazhab-o-aqil. (PDF en hindi)
64. Mazlum-i Karbala. Lucknow: Misión Imamiyah, 1941.
65. Meraj-e-insaniyat – Hussain. (PDF en hindi)
66. Meyar-e-falah wa najat. (PDF en urdu)
67. Mi‘raj-i insaniyat: sirat-i rasul aur al-i rasul ki roshni main. Lucknow: Misión Imamiyah, 1969
68. Mohabbate Ahle-bayt aur itaat. (PDF en urdu)
69. Mujahidah-yi Karbala. Lucknow: Misión Imamiyah, 1933.
70. Muqaddamah-yi tafsir-i Qur'an. Lucknow: Idarah ‘Ilmiyah y Nizami Press, 1940.
71. Muqaddema Nahjul-balagha. (PDF en urdu)
72. Musalmanon ki haqeeqi aksariyat. (PDF en urdu)
73. Ley personal musulmana – Na qabil-i tabdil. Lucknow: Misión Imamia, 1996.
74. Mut‘ah aur Islam. Lucknow: Sarfaraz Qawmi Press, 1933.
75. Nafs-e-Mutmainnah. (PDF en hindi)
76. Nigarshat-e-Sayyidul ‘ulama'. Lahore: Misión Imamiah, 1997.
77. Nizam e tamaddun aurIislam. (PDF en urdu)
78. Nizam-i zindagi, 4 volúmenes. Lucknow: Al-Va‘iz Safdar Press, 1940. (PDF en urdu)
79. Qatil al-‘abrah. Lucknow: Sarfaraz Quqmi Press, 1960.
80. Qatilan-e-Husayn ka madhhab. Lucknow: Sarfaraz Quqmi Press, 1932.
81. Qur'an aur nizam-i hukumat. Lucknow: Sarfaraz Quqmi Press, 1972.
82. Qur'an kay bayan al-aqvami irshadat. Lucknow: Sarfaraz Quqmi Press, 1976. (PDF en urdu)
83. Qur'an-i majid kay andaz-i guftagu principal ma‘yar-i tahzib va ravadari. Lucknow: Sarfaraz Quqmi Prensa, 1976. (PDF en urdu)
84. Quran aur ittehad. (PDF en urdu)
85. Radd-i Wahhabiyya. Lucknow: Misión Imamiyah, np. (PDF en inglés/PDF en hindi Archivado el 10 de mayo de 2017 en Wayback Machine.)
86. Rahbar-i kamil: Savanih-i ‘Ali. Lucknow: Sarfaraz Quqmi Press, 1961.
87. Rahnumayan-i Islam. Lucknow: Sarfaraz Quqmi Press, 1962. (PDF en urdu)
88. Rusul-i Khuda. Lucknow: Sarfaraz Quqmi Press, 1961.
89. Safar namah-yi Hajj. Lucknow: Nizami Press, 1977. (PDF en urdu)
90. Sahifaey Sajjadiya ki azmat. (PDF en urdu)
91. Sahifah al-‘amal. Lucknow: np., 1939.
92. Saman e aza. (PDF en urdu)
93. Shab e shahadat. (PDF en hindi)
94. Shadi khana abadi. (PDF en hindi)
95. Shah ast Hussain deen panah ast Hussain. (PDF en hindi)
96. Shahadate Hussain aur uske karan. (PDF en hindi)
97. Shaheed e Karbala ki yadgar ka azad hindostan se mutaleba. (PDF en urdu)
98. Shahid-i insaniyat. Lahore: Misión Imamiyah, 2006.
99. Shia ittehas ki sankshipt roop rekha. (PDF en hindi)
100. Shiyat ka tarruf. (PDF en urdu)
101. Shuja‘at kay misali karnamay. Lucknow: Sarfaraz Quqmi Press, 1954.
102. Suluh Aur Jang. (PDF en urdu Archivado el 10 de mayo de 2017 en Wayback Machine.)
103. Ta‘ziahdari ki mukhalfat ka asal raz. Lucknow: Sarfaraz Quqmi Press, 1963.
104. Tadhkirah-i huffaz-i shi‘a. Lucknow: Sarfaraz Quqmi Press, 1935.
105. Tadveen e hadees. (PDF en urdu)
106. Tafsir fasl al-khatab. 8 volúmenes. Lahore: Trust Misbah al-Qur'an, 1986.
107. Tahqeeq e Azan Assalat o khairum wa Aliyun Waliullah ki bahes. (PDF en urdu)
108. Tahreef e Quran ki haqeeqat. (PDF en urdu)
109. Tahrif-i Qur'an ki haqiqat. Lucknow: Sarfaraz Quqmi Press, 1932.
110. Taqiyah. Lucknow: Sarfaraz Quqmi Press, 1952. (PDF en hindi)
111. Taqleed kya hai. (PDF en urdu)
112. Tareekhe mazalime Najd ka eik khoonchakan waraq. (PDF en urdu)
113. Tarikh-i Islam 4 volúmenes. Lucknow: Sarfaraz Quqmi Press, 1961. 315
114. Tarjuma wa Tafseer e Quran.
115. Tazkerae Huffaze Shia. (PDF en urdu)
116. Compilación de Nahjul-balagha. (PDF en urdu Archivado el 20 de marzo de 2016 en Wayback Machine./PDF en inglés Archivado el 3 de diciembre de 2019 en Wayback Machine.
117. Tijarat aur Islam. Lucknow: Sarfaraz Quqmi Press, 1933. (PDF en urdu)
118. Usul aur arkan-i din. Lucknow: Misión Imamiyah, 1973 (PDF en hindi)
119. Usul-i din aur Qur'an. Lahore: Misión Imamiyah, 1964.
120. Usvah-yi Husayni. Lucknow: Misión Imamiyah, 1986.
121. Va‘dah-yi jannat. Lucknow: Sarfaraz Qawmi Press, 1979.
122. Vujud-i hujjat. Lucknow: Sarfaraz Qawmi Press, 1932. (PDF en urdu)
123. Waqaey Karbala se dars e ikhlaq. (PDF en urdu)
124. Yad aur yadigar. Lucknow: Sarfaraz Qawmi Press, 1968.
125. Yazid aur jang-i Qustantaniyah. Lucknow: Sarfaraz Quqmi Press, 1965.
126. Zakir e Sham e Ghariban maulana Syed Kalb-e-Hussain Sahab Mujtahed (urf Kabban Sahab). (PDF en urdu)
127. Zikr-i Husayn. Lucknow: Misión Imamia, np.
128. Zindah savalat. Prensa Universitaria de Aligarh, 1971.
129. Zindah-i javid ka matam. Lucknow: Sarfaraz Qawmi Press, 1935.
130. Zuljanah. (PDF en hindi)

Aunque esto solo corresponde a una pequeña selección de la vasta obra literarira del autor, estas representan en gran medida su pensamiento sobre numerosos temas, especialmente ligado a lo religioso.

## Majlis en Pakistán
Naqvi visitó Pakistán por primera vez en 1954 para dirigirse a los majlis (consejos religiosos) en Lahore. Después de ello, volvió en 1979 tras una brecha de 25 años, con los esfuerzos de Syed Kalbe Sadiq de la India. En ese año, se dirigió hacia todos los majlis en Karachi.
Entre 1980 y 1984, él expandió su visita de Pakistán para dirigirse a los majlis en varias ciudades de ese países, tales como Lahore, Islamabad, Rawalpindi, Gujranwala, Faisalabad, Multán, Sialkot y Hyderabad.
Durante esos años, los majlis  a los cuales él se dirigía en Lahore (Imam Bargah Gulistan-e-Zahra (sa), 6-B Model Town, Jamia Muntazir, Jamia Masjid Krishan Nagar) abordaron los siguientes temas:
1. Yihad
2. Shariat Nahi Badalti (La ley divina no puede ser cambiada)
3. Khasoosiaat e Islam (Características del Islam)
4. Falsafa e Imtihaan (Filosofía de Examen y Prueba)
5. Hayat e Shuhada (Vida de los Mártires)

Otros tópicos abordados fueron:
1. Sajda e Shuker
2. Surah Jumah
3. Halaakat o Shahaadat (Diferencia entre asesinar y martirizar)
4. Ayat e Tatheer
5. Yihad, Sabar aur Ismat (Yihad, Paciencia e Inocencia)
6. Tawassul e Abul Aaimah

## Anuncios ante los majlis por la TV estatal
Naqvi también se dirigió a los majlis (consejos religiosos) a través de la Corporación de Televisión de Pakistán consecutivamente entre 1983 y 1984, sobre el 8° Muharram. Es posible mencionar que ambos majlis fueron transmitidos en vivo por todos los televisores de Pakistán. Sus temas fueron Miyaar e Wafa (Altura de Lealtad) y Aman e Aalam (Paz para el Universo) respectivamente.
Pertinente de mencionar aquí que primer majlis en 1983 fue organizado con a ayuda de Raja Zafar-ul-Haq. Sin embargo, el segundo majli realizado en 1984, fue organizado con la ayuda del Ministro de Información, Chaudhry Shujaat Hussain y Syed Kazim Ali Shah de Gujranwala.
Todos los años, en los primeros diez días del muharram, la televisión pakistaní transmite sus majlis grabados.

## Después de 1984
Naqvi no volvió a visitar Pakistán tras 1984, debido a su avanzada edad y enfermedad. También sufrió paralisís (accidente cerebrovascular) por varios días. Falleció en 1988, a la edad de 83 años en Lucknow, durante la fiesta religiosa de Eid-ul-Fitr.

## Familia
Su hijo, Syed Ali Mohammad Naqvi es el actual decano de la Facultad de Teología de la Universidad Islámica de Aligarh, cargo que había sido ocupado anteriormente por el Maulana Naqqan Sahib.